# 張文虎
張文虎（1808年—1885年），字孟彪，一字嘯山，號天目山樵，又号华谷里民。江苏南汇县（今上海市浦东新区）周浦人。
生於清仁宗嘉慶十三年（1808年），嗜古博览，习经史、小学、天文历算、乐律。貢生出身，保舉訓導。客居钱熙祚家中三十年，校《守山阁丛书》、《小万卷丛书》、《指海》等数百种，时称善本。張文虎对戴震推崇备至，认为是“学之本原”。应两江金陵书局聘，校《史记三注》，成《札记》五卷，称精善之作。
同治十年（1871年），與李善蘭充任曾國藩幕僚，校刊《王船山遺書》，曾國藩稱“大江南北惟此一人”。同治十二年（1873年），以“天目山樵”為名評點《儒林外史》。晚年讲学于南菁书院。卒於清德宗光緒十一年（1885年）。著有《舒艺室遗书》、《舒艺室杂著》等。又著有《杂著甲编》二卷，《乙编》二卷，《剩稿》一卷，诗存七卷，《索笑词》二卷，《舒艺室随笔》六卷，《续笔》一卷，《余笔》三卷，《史记札记》八卷，《春秋朔闰考》、《古今乐律考》等。